# Dîteatkî, Ivankiv
Dîteatkî (în ucraineană Дитятки) este localitatea de reședință a comunei Dîteatkî din raionul Ivankiv, regiunea Kiev, Ucraina.

## Demografie
Componența lingvistică a localității Dîteatkî
     Ucraineană (97,55%)
     Rusă (2,45%)
Conform recensământului din 2001, majoritatea populației localității Dîteatkî era vorbitoare de ucraineană (97,55%), existând în minoritate și vorbitori de rusă (2,45%).